# Доходный дом И. Г. Хрящева — В. И. Варгина
Доходный дом И. Г. Хрящева — В. И. Варгина (также: Доходный дом И. Г. Хрящева — В. И. Варгина — Серпуховского городского общества) — здание в Москве, внутри Садового и Бульварного колец, по адресу улица Ильинка, дом № 12.
Объект культурного наследия регионального значения.

## История
Доходный дом И. Г. Хрящева — В. И. Варгина на Ильинке, 12, был построен в 1891 году. Первоначальный вариант архитектора М. Ф. Казакова от 1780 года достраивал в 1889—1891 годах архитектор Р. И. Клейн.

### Использование
- По окончании строительства (с 1760 по 1772 годы) — доходный дом И. Г. Хрящева — В. И. Варгина — Серпуховского городского общества.
- Затем в здании располагались Русский Внешнеторговый и Сибирский банки[2].
- Впоследствии в здании располагался архив ЦК КПСС.
- В настоящее время: Росархив и Государственный архив новейшей истории.

## Архитектура
В основу существующего здания лёг дом купца П. Хрящёва: единственный среди произведений Казакова пример доходного дома того времени.
Фасадная пластика его была довольно однообразна и проста, что соответствовало функции — жилье мелких и средних торговцев в верхних этажах, лавки в нижнем. Капитальная перестройка дома в кон. 1880 — нач. 1890-х годов по заказу Серпуховского городского общества разнообразила фасадное решение, обогатила его пластику. Три крупных арочных окна второго и третьего этажей — композиционный и смысловой центр дома, его наиболее существенная административная часть (над средним окном шла надпись, свидетельствовавшая о функции здания). Стилистика сооружений тяготеет к рядовой западно-европейской и барочной эклектике. Обращает на себя внимание рельефный фриз над третьим этажом с выразительными львиными масками.